# Al-Waleed bin Talal al-Saoed

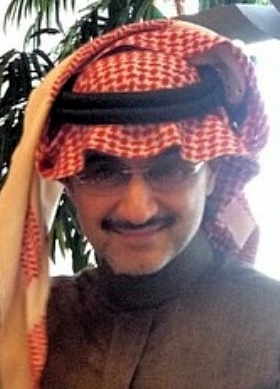
Al-Waleed bin Talal al Saoed

Prins Al-Waleed bin Talal bin Abdoel Aziz Al-Saoed (Riyad, 7 maart 1955) (Arabisch: الوليد بن طلال بن عبد العزيز آل سعو) van Saoedi-Arabië is een zoon van Talal al Saoed (1931-2018) en kleinzoon van Abdoel Aziz al Saoed, de stichter van Saoedi-Arabië. De prins heeft door zijn investeringen een vermogen van 19,6 miljard dollar en stond op de 26e plaats van Forbes’ 2011 lijst van miljardairs.
De prins wil graag het gat tussen de Verenigde Staten en Saoedi-Arabië verkleinen. Hij heeft al verschillende Amerikaanse presidenten gesproken, namelijk Jimmy Carter, Bill Clinton en George H.W. Bush. Verder geeft hij veel aan goede doelen; geschat wordt 80 miljoen euro per jaar (100 miljoen dollar per jaar).
Hij is de oprichter en huidige CEO van de investeringsmaatschappij Kingdom Holding Company. Dit bedrijf werd in 1980 door hem opgericht en de aandelen staan sinds 2007 genoteerd aan de Saudi Stock Exchange, maar Al-Waleed is veruit de grootste aandeelhouder. Kingdom Holding houdt aandelenbelangen in diverse sectoren en bedrijven wereldwijd. Het heeft veel belangen in de hotelsector, waaronder een belang in Accor, in onroerend goed, luchttransport (Flynas) en de gezondheidssector. Kingdom Holding is grootaandeelhouder in de Jeddah Economic Company, het bedrijf dat opdracht heeft gegeven voor de bouw van de Jeddah Tower. Hij is verder eigenaar van de tv-zender Rotana en mede-eigenaar van 21st Century Fox.
Prins Al-Waleed Bin Talal bezit sinds 2010 ook circa 10% aandelen van social platform Twitter.
Hij bezat ook 10% van de aandelen van Euro Disney S.C.A.. In 2015 investeerde hij 49,2 miljoen euro bij een financiële herstructurering van Euro Disney. Medio 2017 werd Walt Disney de enige eigenaar van het pretpark in Parijs.

## Corruptie
Volgens onderzoek van de Nederlandse overheidsinstantie FIOD heeft prins Al-Waleed Bin Talal honderden miljoenen aan smeergeld ontvangen van het Nederlandse bouwbedrijf Ballast Nedam. In de nacht van 4 op 5 november 2017 werd de prins aangehouden in een onderzoek naar corruptie en witwassen Hij kwam in januari 2018 weer vrij uit huisarrest na het treffen van een financiële schikking. Om hoeveel geld het precies ging is onbekend.

## Trivia
- De prins had een Airbus A380 besteld als privéjet, maar deze order is niet doorgegaan.[6]
- Hij is eigenaar van het jacht Kingdom 5KR dat in de jaren 80 het grootste jacht ter wereld was. Dit schip was toen eigendom van Adnan Khashoggi. De rockband Queen schreef er een nummer over met de titel Khashoggi's Ship dat verscheen op hun album The Miracle.